# Liutprando de Benevento
Liutprando de Benevento (735/740-759) fue un duque lombardo de Benevento del 751 hasta su deposición en el 758.

## Duque
Era hijo de Gisulfo II, a quien sucedió siendo menor de edad, bajo la regencia de su madre, la noble Scauniperga, y la protección del rey Astolfo. Alcanzó la mayoría de edad en el 755, pero fue depuesto en el 758, tras ocho años y tres meses de reinado según el Chronicum Salernitanum. El rey Desiderio lo sustituyó por Arechis II, quien quizá pertenecía al linaje ducal, pero que en todo caso había desposado a su hija Adelperga. Por añadidura, Liutprando había apoyado la rebelión del duque Alboino de Spoleto contra Desiderio.